# Dvostruka penetracija
Dvostruka penetracija istodobni je snošaj s dvama penisima ili dildima, a najčešće se odnosi na simultanu analnu i vaginalnu penetraciju. Pojmom se povremeno definira i simultana penetracija u isključivo jedan, analni ili vaginalni otvor, dvama predmetima. Nerijetka je praksa u pornografiji.
Dvostruka penetracija u klasičnom smislu stvara osjećaj zadovoljstva istodobnom stimulacijom tzv. G-točke i prostate. Kad u odnosu sudjeluju tri osobe, seksualni partneri koji izvršavaju penetraciju mogu steći osjećaj zadovoljstva i kad im se dotiču penisi, bilo u istom otvoru ili neizravno, kad ih odvaja rektovaginalna fascija.

## Povijest
Prikazi dvostruke penetracije pronalaze se još na rimskim erotskim predmetima i Kama Sutri. 
Aktivistica protiv pornografije i sociologinja Gail Dines smatra da je dvostruka penetracija ekstreman spolni odnos koji „gotovo da nije postojao” prije 2010-ih godina i da je danas jedan od najpopularnijih tipova pornografije, što pridjenjuje mizoginiji.

## Spit-roast
Spit-roast (hrv. „ražanj”) vrsta je dvostruke penetracije tijekom koje jedan penis penetrira u vaginu ili anus osobe u čijim se ustima nalazi drugi penis. U tom se spolnom odnosu spajaju pseća poza i felacija. Često se prikazuje u pornografiji, no ne smatra se uvijek vrstom dvostruke penetracije.